# Clap Your Hands (cântec de Sia)
„Clap Your Hands” este un cântec al interpretei australiane Sia. Piesa a fost compusă de Sia Furler și Samuel Dixon, fiind inclusă pe cel de-al cincilea material discografic de studio al artistei, We Are Born. Înregistrarea a fost lansată ca cel de-al doilea single al albumului în luna aprilie a anului 2010.

## Premii si nominalizări
La ARIA Music Awards 2010 albumul a fost nominalizat pentru Album of the Year, Best Pop Release și Best Independent Release. „Clap Your Hands” a fost nominalizat pentru Single of the Year. Sia și compozitorul Samuel Dixon au fost nominalizați pentru Song of the Year la APRA Music Awards din 2011 pentru compoziție, pentru munca lor pe „Clap Your Hands”. Acesta a fost votat la numărul 13 în sondajul anual din Australia Triple J Hottest 100.
Kris Moyes a câstigat premiul Best Video pentru videoclipului Siei „Clap Your Hands”.

## Clasamente
| Țară (clasament)                                    | Poziția maximă | Referință |
| --------------------------------------------------- | -------------- | --------- |
| Australia (ARIA Singles Chart)                      | 17             | [ 7 ]     |
| Belgia – Flandra (Ultratop)                         | 8              | [ 7 ]     |
| Belgia – Valonia (Ultratop)                         | 12             | [ 7 ]     |
| Elveția (Schweizer Hitparade)                       | 27             | [ 7 ]     |
| Țările de Jos (Single Top 100)                      | 10             | [ 7 ]     |
| Statele Unite ale Americii (Dance Music/Club Play)  | 28             | [ 8 ]     |
| Statele Unite ale Americii (Dance/Mix Show Airplay) | 23             | [ 9 ]     |

## Datele lansărilor
| Țară                       | Dată              | Format              | Casă de discuri        | Ref.   |
| -------------------------- | ----------------- | ------------------- | ---------------------- | ------ |
| Statele Unite ale Americii | 13 aprilie 2010   | Descărcare digitală | RCA                    | [ 10 ] |
| Australia                  | 18 iunie 2010     | Descărcare digitală | Inertia, Monkey Puzzle | [ 11 ] |
| Germania                   | 31 decembrie 2010 | Compact disc        | RCA, Sony BMG          | [ 12 ] |